# Pușkarivka (Bîtîțea), Sumî
Pușkarivka (în ucraineană Пушкарівка) este un sat în comuna Bîtîțea din raionul Sumî, regiunea Sumî, Ucraina.

## Demografie
Componența lingvistică a localității Pușkarivka
     Ucraineană (94,52%)
     Rusă (4,82%)
     Alte limbi (0,66%)
Conform recensământului din 2001, majoritatea populației localității Pușkarivka era vorbitoare de ucraineană (94,52%), existând în minoritate și vorbitori de rusă (4,82%).